# Urania 70

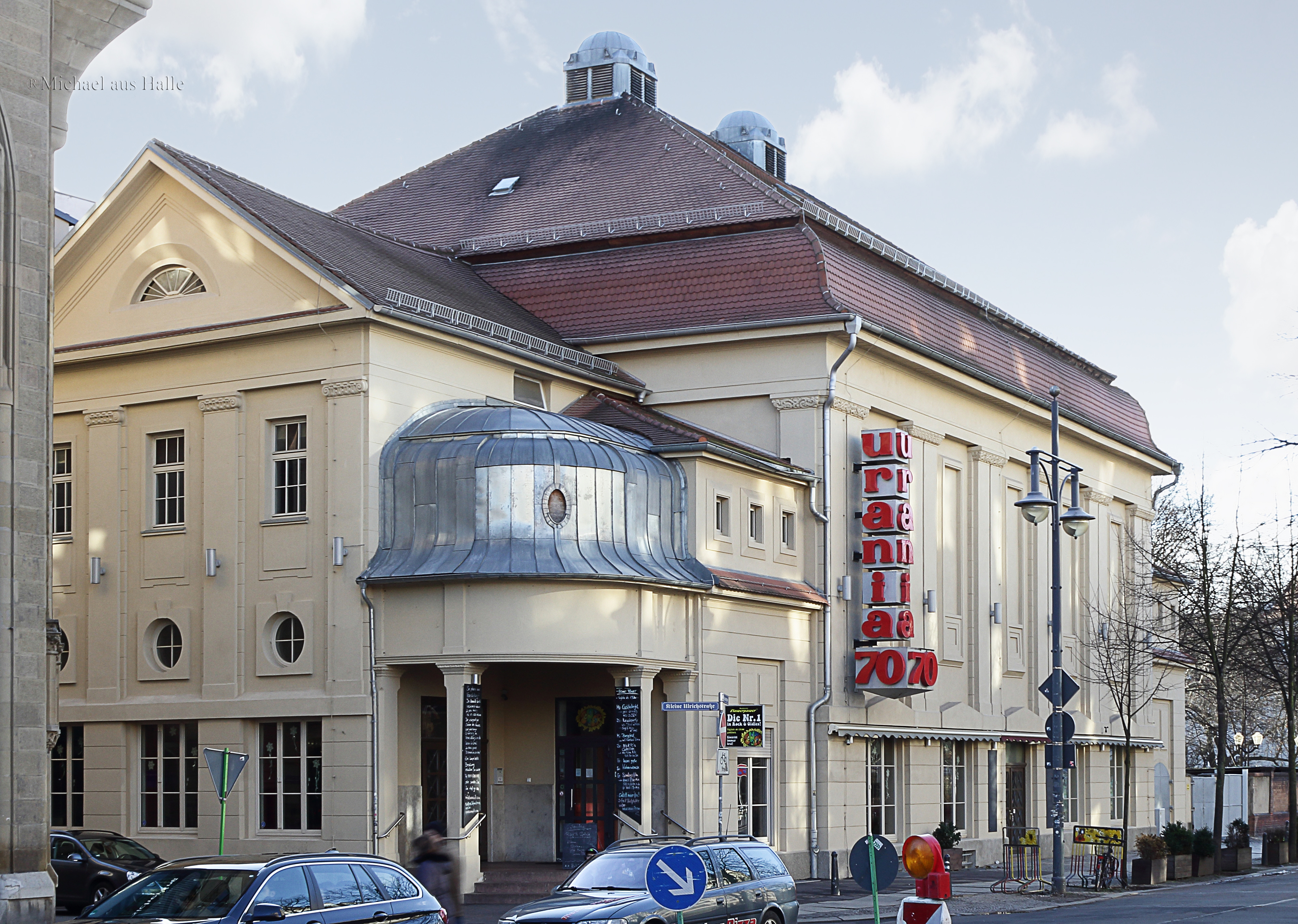
Urania 70 (2014)

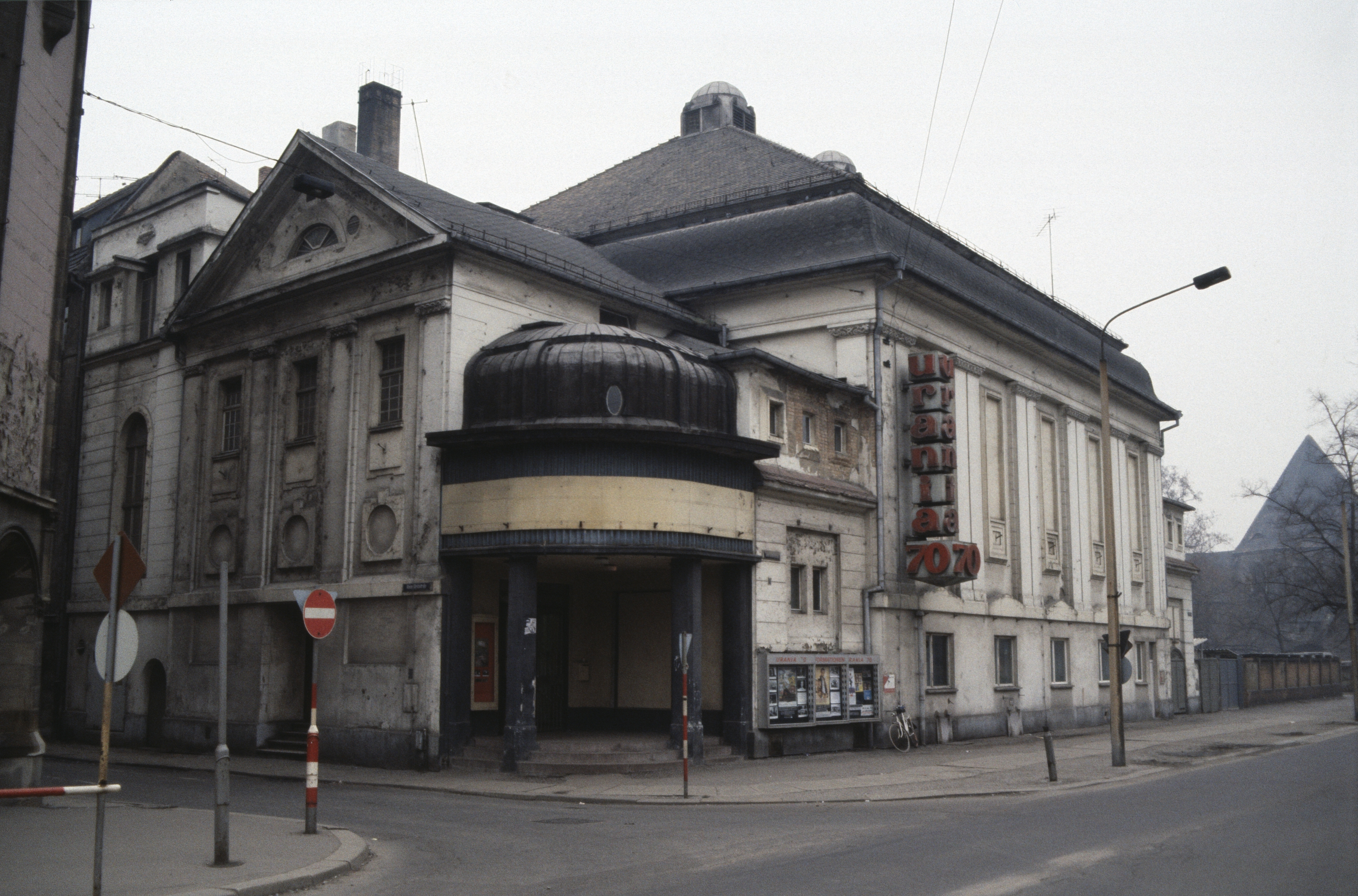
Urania 70 (1989)

Das Urania 70 ist ein ehemaliges Kino und Veranstaltungsgebäude auf dem Grundstück Moritzburgring 1 Ecke Kleine Ulrichstraße in Halle (Saale) in Sachsen-Anhalt. Es ist eines der ältesten Kinos Deutschlands und galt zum damaligen Zeitpunkt als eines der modernsten Kinos der DDR. Im örtlichen Denkmalverzeichnis ist das Gebäude unter der Erfassungsnummer 094 04880 als Baudenkmal aufgeführt.

## Geschichte
Im Jahr 1913 wurde der hallesche Architekt Paul Grempler durch die Bremer „Continental – Projektion GmbH“ mit der Projektierung eines Lichtspielhauses  in Halle an der Ecke Kleine Ulrichstraße / Alte Promenade (heute Moritzburgring) beauftragt. Es wurde am 16. Oktober 1914 unter dem Namen Lichtspielhaus Astoria eröffnet und hatte zu diesem Zeitpunkt etwa 1.000 Sitzplätze. Im Jahr 1925 wurde das Kino durch die UFA übernommen und erhielt den Namen Ufa-Theater Alte Promenade.
Nach dem Zweiten Weltkrieg übernahm die DEFA das Kino und hielt es für Filmvorführungen bis 1947 geöffnet. Danach wurde es für einige Jahre geschlossen und am 20. November 1953 mit 917 Plätzen unter dem Namen Theater der Freundschaft wiedereröffnet. Ab dem Jahr 1958 konnten Filme in 4-Kanal-Magnet-Ton abgespielt werden und im Jahr 1968 eine 14 Meter breite und 7 Meter hohe Leinwand sowie ein neuer Projektor „UP 700“ vom VEB Pentacon Dresden installiert, womit das Kino in die Lage versetzt wurde 70-mm-Filme zu zeigen. Zu diesem Zeitpunkt wurde es in Urania 70 umbenannt. In den 1980er Jahren wurde das Kino um 3D-Technik erweitert, um 3D-Filme zeigen zu können.
Im Jahr 1991 wurde das Gebäude an die UFA zurückübertragen und es zog zunächst eine Videothek in Teile des Gebäudekomplexes am Moritzburgring ein. Im Jahr 1997 wurde das Kino geschlossen und stand bis 2002 leer. Danach wurde das ehemalige Kino als Veranstaltungsort umgebaut und ab dem 15. Mai 2003 unter dem Namen Flower Power wiedereröffnet. Die verschiedenen Räumlichkeiten konnten für Veranstaltungen und Filmvorführungen gemietet werden. Darüber hinaus befanden sich verschiedene gastronomische Einrichtungen wie beispielsweise von 2016 bis 2024 die Bierkanzlei und von 2017 bis 2024 ein griechisches Restaurant in dem Gebäude. Am 24. Februar 2024 fand die letzte Veranstaltung „Last Chance for Dance“ im Flower Power statt, danach wurde die Gastronomie geschlossen und der Gebäudekomplex stand zum Verkauf.

## Architektur
Paul Grempler entwarf das Kinogebäude in einem harmonischen-schlichten Stil. Das Gebäude in straßenbildprägender Ecklage hat ein auffälliges geschweiftes Mansarddach und eine von Säulen getragene Vorhalle. Im Foyer befand sich ein Springbrunnen des halleschen Bildhauers Fritz Maenicke. Zum Rang und zu den Logen führte eine imposante breite Treppe. Die äußere neoklassizistisch geprägte Jugendstil-Ornamentik und der portikusartigem Vorbau sind bis heute erhalten und bilden ein stimmiges Ensemble mit dem benachbarten Jugendstilhaus und dem gegenüberliegenden Eckbau des Café David. Im Inneren befindet sich ein pilastergeschmückter Kinosaal. Die neoklassizistische Pilastergliederung und das Jugendstildekor orientierte sich noch an Theatersälen des 19. Jahrhunderts. Von 2008 bis 2011 wurde die Außenfassade denkmalgerecht saniert.